# Alexandru-Vladimir Ciurea
Alexandru-Vladimir Ciurea (n. 29 august 1940, Vaslui, Vaslui, România) este un medic neurochirurg român. A înființat Departamentul de Cercetare în Neuroștiințe al Spitalului Clinic „Bagdasar-Arseni”, a condus și a fost implicat în aproape 20 proiecte de cercetare naționale și internaționale. Șef al secției I neurochirurgie în cadrul Spitalului Clinic „Bagdasar-Arseni”. Este coordonator al departamentului de cercetare în neuroștiințe din același spital. Profesor universitar de neurochirurgie la Universitatea de Medicina și Farmacie „Carol Davila”, din București, conducător de doctorat. A realizat peste 23.000 de mii de operații pe creier, din care jumătate la copii. A fost președintele Societății de Neurochirurgie din România 8 ani (două mandate). Face parte din boardul revistei internaționale „World Neurosurgery”. A publicat 33 de cărți, cea mai importantă fiind „Tratatul de Neurochirurgie”. A fost managerul Spitalului „Bagdasar-Arseni” timp de 6 ani. Din 7 ianuarie 2013 lucrează în cadrul Spitalului Sanador, unde în prezent este Șef Secție Neurochirugie și Director Științific. Din 2009 este cercetător Științific Gradul I. Între 1999 și 2011 și, ulterior, din 2014 până în prezent, este Președintele Comisiei Naționale de Neurochirurgie a Ministerului Sănătății, rol în care a fost responsabil cu realizarea Curiculei Naționale de Neurochirurgie și crearea specializării "Neurochirurgie Pediatrică". Din 2 februarie 2022 este membru de onoare al Academiei Române.

## Studii
- Absolvent al liceului "Andrei Șaguna", Brașov. [11]
- Absolvent al Facultății de Medicină a Institutului de Medicină și Farmacie Carol Davila”, București (1964).
- Doctor în Medicină cu teza „Aspecte terapeutice actuale în adenoamele hipofizare” (1974).
- Profesor titular de neurochirurgie (1997).
- Master în Managementul Sistemului de Sănătate – Universitatea București, Facultatea de Sociologie și Asistență Socială (2007).

- Cursuri de pregătire postuniversitară: neurochirurgie pediatrică, neurochirurgie vasculară și neurochirurgie spinală.

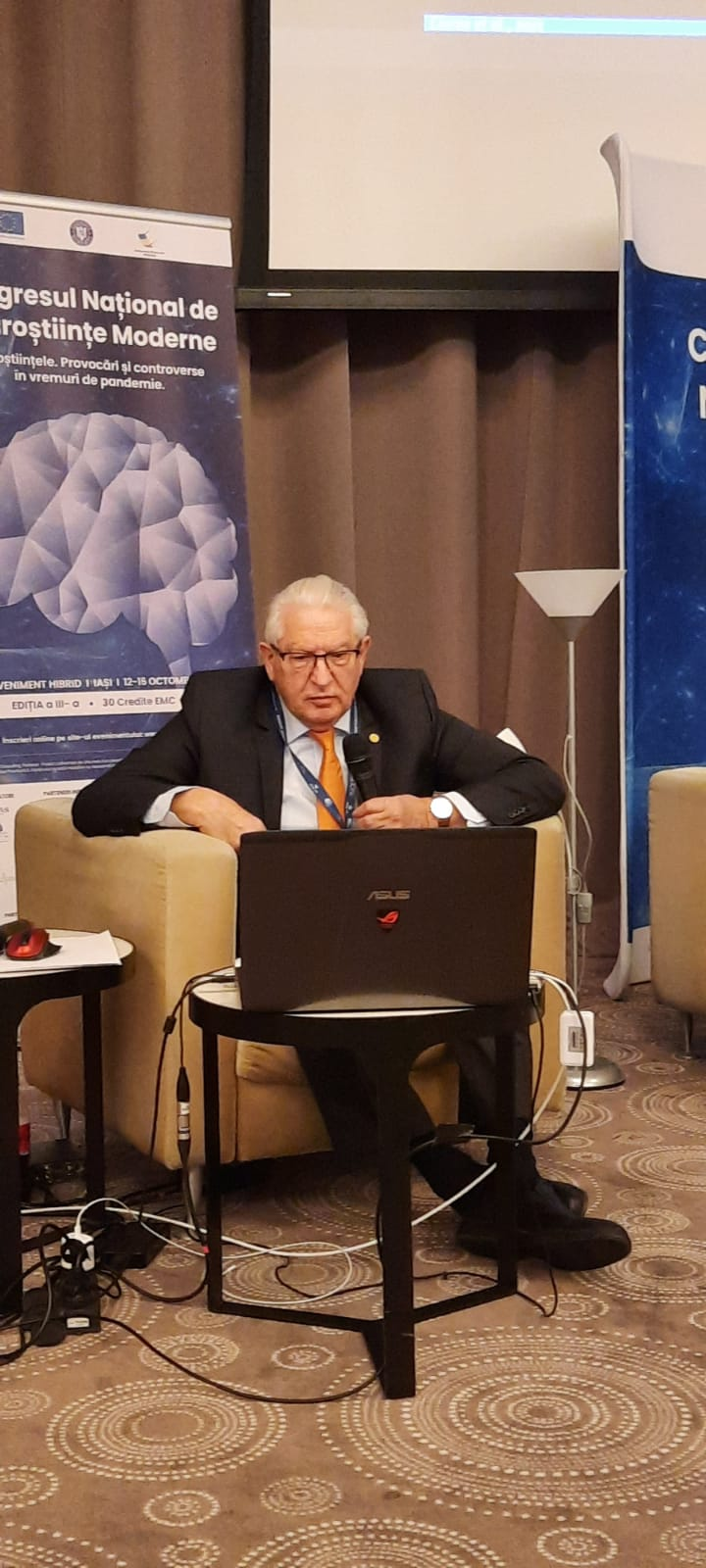
Ediția a III-a a Congresului Național de Neuroștiințe Moderne “Neuroștiințele. Provocări și controverse în vremuri de pandemie”

## Activitate  științifică și publicații
- Autor a 161 articole indexate ISI Thompson; Indice Hirsch 24 (Clarivate Analytics / Google Academic); 17 conform Scopus.
- Autor a 39 cărți publicate, [6] printre care:

- „Patologia neurochirurgicală pediatrică” (1980) - premiul „Gh. Marinescu” al Academiei Române.
- „Craniofaringioamele”, (2005)  - premiul pentru Tratate în domeniul medicinii.
- „Traumatologia craniocerebrală” și „Tumorile petroclivale  - Considerații clinicoterapeurice” (2006), Volumul II – Neurochirurgie în cadrul Tratatului de Patologie chirurgicală editat de Prof. Dr. Irinel Popescu (2008).
- „Tratat de neurochirurgie” (volumul I si II), coordonat de Prof.univ.dr. Alexandru Vlad Ciurea

- Coautor în 21 de tratate și monografii neurochirurgicale și neurologice.
- Parte din „conducerea editorială” a revistelor "World Neurosurgery" (USA) „Surgical Neurology”(USA),Journal of Neurosurgical Sciences” (Italia) „Asian Journal of Neurosurgery” (Japonia), "Chinese Neurosurgical Jurnal" (China) [1]

## Lista cărți publicate în România[8]
1.  Brain Revealed – Handbook for Students and Practitioners – vol II, Ciurea AV, M.V.Saceleanu, Ed.ULBS, Sibiu, 2021.
2. Discopatia vertebrala cervicala, Ciurea AV, Popescu M, Voinescu DC, Popescu G, Ed. Universitatii din Pitesti, Pitesti, 2017
3.   Neuroimagistica prin difuzie tensoriala, Rizea RE, Ciurea AV., Ed. Universitara “Carol Davila”, 2015
4.   Managementul in sistemul de sanatate privat, Ciurea AV, H Ples, E. Avram, Ed. Universitara, 2015
5.   Curs de neurochirurgie, Mohan D, Ciurea AV, Mohan AG, Editura Universitara Oradea 2014
6. Actualitati in tumorile intracraniene, Ciurea AV, M. St. Iencean. Ed. Universitara, București,2011.
7.   Tratat de Neurochirurgie, Vol. II, Ciurea AV (coordonator), Editura Medicala București, 2011.
8.   Managementul in unitatile medico-sanitare, Ciurea AV, Ciubotaru V, Avram E, Editura Universitara, București, 2011
8.   Probleme de nocivitate in     alimentele uzuale, Ciurea     AV., F. Edu. Ed. Galaxia Gutenberg, 2011
10.    Winsconsin card sorting test - Testul Wisconsin de sortare a cardurilor: manual ethnic revizuit si extins, Heaton RK, Chelune GJ, Talley JL, Kay GG, Curtiss G adaptat in limba romana de Avram E, Ciurea AV, Iliescu D, Tascu A, Ed. OS Romania, Bucuresti 2011
11. Tratat de Neurochirurgie, Vol. I, Ciurea AV (coordonator), Editura Medicala București, 2010
12. E-urile, ghid de buzunar, Ciurea AV, F. Edu. Ed. Transilvania Expres, Brașov, 2010.
13. Managementul sistemelor si organizatiilor sanatatii, Ciurea AV, Cooper CL, Avram E, Ed. Universitara Carol Davila, București, 2010.
14. Managementul sectiei de spital, Ciurea AV, Ciubotaru V,  Avram E, Ed. Universitara Bucuresti, 2010.
15. Managementul modern in organizatiile sanatatii, perspective in serviciile de neurochirurgie, Ciurea AV, Ciubotaru Gh., Avram E, Ed. Medicala, București, 2009.
16. E-urile, mica enciclopedie pe intelesul tuturor, Ciurea AV, F. Edu, R. Edu. Ed. Foton, Brașov, 2009.
17. Traumatologie cranio-cerebrala, Editia a II-a, Ciurea AV, Davidescu HB, Editura Universitara Carol Davila, București, 2007.
18. Tratamentul endovascular si chirurgical al anevrismelor intracraniene, Chefneux A, Tascu A, Ciurea AV, Ed. Benett, Bucuresti, 2007
19. Tratat de Neurochirurgie, Vol. II Ciurea AV (coordonator), Editura Academiei Romane, 2007
20. Recuperare, Medicina Fizica si Balneoclimatologie la adulti si varstnici si Geronto-Geriatrie: Intrebari si Raspunsuri, Onose G, Ciurea AV, Ed. Viata Medicala Romaneasca,Bucuresti, 2007
21. Dezvoltarea managementului in organizarea sanatatii - excelenta in serviciile de neurochirurgie, Ciurea AV, Ciubotaru V, E. Avram. Ed. Universitara, Bucuresti, 2007
22. Tumorile Petroclivale. Consideratii Clinico-Terapeutice, Ciurea AV, Coman T, Gambardella G, Ogrezeanu I, Editura Universitara Carol Davila, Bucuresti, 2006.
23. Traumatologie Cranio-cerebrala, Editia I,  Ciurea AV, Davidescu HB, Editura Universitara Carol Davila, Bucuresti, 2006.
24. Tehnici neurochirurgicale, Vol I, Ciurea AV, Iacob G, Ed. Cartea Universitara, Bucuresti 2006
25. Actualitati in Cavernoamele Intracraniene, Ciurea AV, Coman T, Gambardella G, Ed. Universitara Carol Davila, Bucuresti, 2005.
26. Craniofaringioamele, Ciurea AV, Voinescu DC, Ed. Universitara Carol Davila, Bucuresti 2005.
27. Curs de tehnici neurochirurgicale in tratamentul durerii cronice, Iacob G, Ciurea AV, Editura Universitara Carol Davila (Bucuresti), 2003
28. Traumatologie pediatrica, Buruiana M, Ciurea AV, Olteanu M, Robanescu L, Ed. APP, Bucuresti,1998.
29. Ghid Practic de Neurochirurgie, Constantinovici A, Ciurea AV, Ed.Medicala Bucuresti, 1998
30. Neurochirurgie caiet de lucrari practice (observatii clinice), Ianovici N., Ciurea AV, Poeata I, Turliuc D, Balan C, Ed. Universitatii de Medicina si Farmacie „Gr. T. Popa”, 1997
31. Istoria neurochirurgiei romane (60 de ani de activitate), Ciurea AV, Ed. Viata Medicala Romaneasca, Bucuresti, 1995
32. Craniostenozele, Arseni C, Horvath L, Ciurea AV, Editura Academiei RSR, Bucuresti, 1986
33. Supuratii Endocraniene Chirurgicale, Arseni C, Ciurea AV, Editura Medicala, Bucuresti, 1983
34. The History of Romanian Neurosurgery, Arseni C, Ciurea AV, Editura Medicala, Bucuresti, 1981.
35. Parazitoze ale Sistemului Nervos,  Arseni C, Ciurea AV, Cristescu A, Horvath L, Marinescu V, Editura Stiintifica si Enciclopedica, Bucuresti 1981.
36. Patologie Neurochirurgicala Infantila, Arseni C, Horvath L, Ciurea AV, Editura Academiei RSR, Bucuresti, 1980 – Premiul „Gheorghe Marinescu”
37. Lichidul Cefalorahidian, Arseni C, Ciurea AV, Editura Didactica si Pedagogica, Bucuresti,1979
38. Afecțiunile Neurochirurgicale ale sugarului si copilului mic (0-3 ani), Arseni C, Horvath L, Ciurea AV, Editura Medicala București, 1979
39. Probleme de diagnostic neurochirurgical in patologia infantila, Arseni C, Horvath L, Ciurea AV, Ed. Didactica si Pedagogica, București, 1978

## Lista cărți publicate în străinătate[8]
1. Intracranial Hypertension, Iencean St.M, Ciurea AV, Nova Biomedical, New York, 2009

## Autor capitole de carte publicate în România[8]
1.    SARS-COV-2 – Pandemia secolului XXI. Manifestari clinice si implicatii neurologice, Ciurea AV, Moreanu MS, Covache-Busuioc RA, Mohan A in Covid-19 Dimesiuni ale gestionarii pandemiei, Bocancea Sorin (coordonator), Editura Junimea, Iasi, 2020.
2.    Istoria Neurochirurgiei Romane, Ciurea AV in Medicina Romaneasca in Evolutie Viziune Enciclopedica, Volumul II, Editia I, Partea a II-a, Ifrim M (coordonator), Editura Vremea, Bucuresti, 2019
3.    Craniosinostozele, Ciurea AV, Toader C, Stan H in Tratat de Chirurgie, editia a II-a, Volumul VI, Neurochirurgie, sub redactia Popescu I si Ciuce C; coordonatori: Florian IS, Poeata I,  Editura Academiei Romane, Bucuresti 2014
4.    Malformatii disrafice cranio-spinale, Ciurea AV, Stan H, Coman TC in Tratat de Chirurgie, editia a II-a, Volumul VI, Neurochirurgie,  sub redactia Popescu I si Ciuce C; coordonatori: Florian IS, Poeata I, Editura Academiei Romane, Bucuresti 2014
5.    Tumorile cerebrale la varsta pediatrica, Florian St.I, Ciurea AV, Kiss A. in Tratat de Chirurgie, editia a II-a, Volumul VI, Neurochirurgie,  sub redactia Popescu I si Ciuce C; coordonatori: Florian IS, Poeata I, Editura Academiei Romane, Bucuresti 2014
6.    Radiochirurgia stereotactica gamma-knife, Ciurea AV, Stoica F in Tratat de Chirurgie, editia a II-a, Volumul VI, Neurochirurgie,  sub redactia Popescu I si Ciuce C; coordonatori: Florian IS, Poeata I, Editura Academiei Romane, Bucuresti 2014
7.   Defecte de tub neural, Ciurea AV in Patologia chirurgicala pediatrica, Sabetay C (coordonator), Ed. Aius, Craiova, 2004
8.    Hidrocefalia cu presiune normala, Ciurea AV in Tratat de patologie chirurgicala, Angelescu N (coordonator), Ed. Medicala, Bucuresti, 2003
9.    Hidrocefalia sugarului si copilului, Ciurea AV in Tratat de patologie chirurgicala, Angelescu N (coordonator), Ed. Medicala, Bucuresti, 2003
10. Malformatiile congenitale ale sistemului nervos central si ale invelisului osos, Ciurea AV in Tratat de patologie chirurgicala, Angelescu N (coordonator), Ed. Medicala, Bucuresti, 2003
11. Supuratiile endocraniene neurochirurgicale, Ciurea AV in Tratat de patologie chirurgicala, Angelescu N (coordonator), Ed. Medicala, Bucuresti, 2003
12. Tumorile intracraniene, Ciurea AV in Tratat de patologie chirurgicala, Angelescu N (coordonator), Ed. Medicala, Bucuresti, 2003
13. Traumatismele cranio-cerebrale, Ciurea AV in Tratat de patologie chirurgicala, Angelescu N (coordonator), Ed. Medicala, Bucuresti, 2003
14. Hipertensiunea intracraniana, Ciurea AV in Tratat de patologie chirurgicala, Angelescu N (coordonator), Ed. Medicala, Bucuresti, 2003
15. Leziunile ariei pineale, Ciurea AV, Coman T., în Tehnici Curente de Neurochirurgie, Coordonatori: Aldea H., Ianovici N., Ed. Statur, Iasi, 2003.
16. Defecte de tub neural, Ciurea AV, Margaritescu O in Patologie chirurgicala pediatrica, Sabetay C. (coordonator), Tumori intracraniene la copii (TIC), Ciurea AV in Pediatria Tratat Editia I, Ciofu PE, Ciofu C (coordonatori), Ed. Medicala, Bucuresti, 2001
17. Hipertensiunea intracraniana, Ciurea AV in Pediatria Tratat Editia I, Ciofu PE, Ciofu C (coordonatori), Ed. Medicala, Bucuresti, 2001
18. Hidrocefalia sugarului si copilului, Ciurea AV in Pediatria Tratat Editia I, Ciofu PE, Ciofu C (coordonatori), Ed. Medicala, Bucuresti,  2001
19. Malformatii congenitale ale sistemului nervos central si ale invelisului osos (craniocerebrale si vertebromedulare), Ciurea AV, Nuteanu L in Pediatria Tratat Editia I, Ciofu PE, Ciofu C (coordonatori), Ed. Medicala, Bucuresti, 2001
20. Lichidul cerebrospinal, Ciurea AV in Pediatria Tratat Editia I, Ciofu PE, Ciofu C (coordonatori), Ed. Medicala, Bucuresti,  2001
21. Tumorile cerebrale la copii, Ciurea AV in Probleme actuale in pediatrie - oncologie generala si oncopediatrie, Nicolau S, Popa I, Ed. Helicon, Timisoara, 1999
22. Malformatiile Congenitale ale Sistemului Nervos Central, Ciurea AV în Neurochirurgie - Note de Curs, sub redactia Ianovici N, Casa Editoriala Demiurg, Iasi 1996
23. Traumatologia topografica, Constantinovici A, Ciurea AV in Tratat de medicina legala, Volumul I sub redactia Belis V., Ed. Medicala, Bucuresti, 1995
24. Istoricul clinicii de neurochirurgie din Bucuresti, Arseni C, Ciurea AV in Momente din Istoria Neurochirurgiei Romanesti, Arseni C, Aldea H, Ed. Acad. RSR, Bucuresti,  1988
25. Frontal subarachnoid empyema associated with a subjacent cerebral abscess, Arseni C, Ciurea AV in Romanian Neurosurgery Vol. VI, Arseni C, Adam D, Amzica B, Amzica F, Arseni AN, Boicescu S, Ciurea AV, Constantinescu Al I, Iacob G, Maretsis M, Moldoveanu V, Oprescu I, Panoza Gh, Pais V, Rosca T, Simoca I, Ed. Academiei RSR, Bucuresti,  1988
26. Cerebral abscesses secondary to othorinolaringologial infections. A study of 386 cases, Arseni C, Ciurea AV in Romanian Neurosurgery Vol. VI, Arseni C, Adam D, Amzica B, Amzica F, Arseni AN, Boicescu S, Ciurea AV, Constantinescu Al I, Iacob G, Maretsis M, Moldoveanu V, Oprescu I, Panoza Gh, Pais V, Rosca T, Simoca I, Ed. Academiei RSR, Bucuresti, 1988
27. Indirect cerebral laceration in the child. Clinical, therapeutic and pronostic considerations,  Arseni C, Horvath L, Ciurea AV in Romanian Neurosurgery Vol. V, Arseni C, Boicescu S, Carp N, Ciurea AV, Horvath L, Ionescu S, Marinescu V, Moldoveanu V, Maretsis M, Popescu R, Rosca V, Valcoreanu G, Ed. Academiei RSR, Bucuresti, 1987
28. Particularities of head injuries in children, Arseni C, Ciurea AV in Romanian Neurosurgery Vol. V, Arseni C, Boicescu S, Carp N, Ciurea AV, Horvath L, Ionescu S, Marinescu V, Moldoveanu V, Maretsis M, Popescu R, Rosca V, Valcoreanu G, Ed. Academiei RSR, Bucuresti, 1987
29. Particularities of intraspinal tumors in children, Arseni C, Ciurea AV in Romanian Neurosurgery Vol. V, Arseni C, Boicescu S, Carp N, Ciurea AV, Horvath L, Ionescu S, Marinescu V, Moldoveanu V, Maretsis M, Popescu R, Rosca V, Valcoreanu G, Ed. Academiei RSR, Bucuresti,  1987
30. Particularities of subarachnoid hemorrhage in children, Arseni C, Ciurea AV in Romanian Neurosurgery Vol. V, Arseni C, Boicescu S, Carp N, Ciurea AV, Horvath L, Ionescu S, Marinescu V, Moldoveanu V, Maretsis M, Popescu R, Rosca V, Valcoreanu G, Ed. Academiei RSR, Bucuresti, 1987
31. Particularities of neurosurgial cerebral vascular affections in children, Arseni C, Ciurea AV in Romanian Neurosurgery Vol. V, Arseni C, Boicescu S, Carp N, Ciurea AV, Horvath L, Ionescu S, Marinescu V, Moldoveanu V, Maretsis M, Popescu R, Rosca V, Valcoreanu G, Ed. Academiei RSR, Bucuresti,  1987
32. Particularities of intracranial tumors in children, Arseni C, Ciura AV in Romanian Neurosurgery Vol. V, Arseni C, Boicescu S, Carp N, Ciurea AV, Horvath L, Ionescu S, Marinescu V, Moldoveanu V, Maretsis M, Popescu R, Rosca V, Valcoreanu G, Ed. Academiei RSR, Bucuresti, 1987
33. Cerebral abcesses in children, Arseni C, Ciurea AV in Romanian Neurosurgery Vol. V, Arseni C, Boicescu S, Carp N, Ciurea AV, Horvath L, Ionescu S, Marinescu V, Moldoveanu V, Maretsis M, Popescu R, Rosca V, Valcoreanu G, Ed. Academiei RSR, Bucuresti,  1987
34. Hypertensive encephalopathy in the child Arseni C, Horvath L, Ciurea AV in Romanian Neurosurgery Vol. V, Arseni C, Boicescu S, Carp N, Ciurea AV, Horvath L, Ionescu S, Marinescu V, Moldoveanu V, Maretsis M, Popescu R, Rosca V, Valcoreanu G, Ed. Academiei RSR, Bucuresti,  1987
35. Tumorile intracraniene la copil, Arseni C, Horvath L, Ciurea AV in Cancerul sistemului nervos, Arseni C (coordonator), Ed. Institutul Oncologic, Cluj Napoca, 1982
36. Dificultati si erori de diagnostic in tumorile intracraniene (cerebrale) la copii, Arseni C, Horvath L, Ciurea AV in Tratat de neurologie Vol. III, Arseni C (coordonator) Ed. Medicala, Bucuresti, 1982
37. Abcese cerebrale, Arseni C, Ciurea AV in Tratat de neurologie Vol. III, Arseni C (coordonator) Ed. Medicala, Bucuresti, 1982
38. Particularitatile tumorilor intracraniene la copii, Arseni C, Horvath L, Ciurea AV in Tratat de neurologie Vol. III, Arseni C (coordonator) Ed. Medicala, Bucuresti, 1982
39.  Malformatiile congenitale ale sistemului nervos, Arseni C, Horvath L, Ciurea AV in  Tratat de neurologie Vol. III, Arseni C (coordonator), Ed. Medicala, Bucuresti, 1981
40. Particularitatile traumatismelor craniocerebrale la copii, Ciurea AV in Tratat de neurologie Vol. IV, Partea a II-a, Arseni C (coordonator), Editura Medicala, Bucuresti, 1981
41. Hidrocefalia sugarului, Arseni C, Horvath L, Ciurea AV in Tratat de neurologie, Vol. II, Arseni C (coordonator), Ed. Medicala, Bucuresti, 1980
42. Hidrocefalia sugarului, Arseni C, Horvath L, Ciurea AV in Lichidul cefalorahidian, Arseni C, Chimion D, Ciurea AV, Ed. Didactica si Pedagogica,Bucuresti, 1979
43. Malformatiile chirurgicale ale sistemului nervos, Horvath L, Ciurea AV in Patologie chirurgicala Vol. III Arseni C, Bulibasa C, Ciurea AV, Gavriliu D, Horvath L, Maretsis M, Oprescu I, Popescu V, Simionescu M, Ed. Medicala, Bucuresti, 1977

## Autor capitole de carte publicate în străinătate[8]
1.   Current Implants Used in Cranioplasty, Mohan D, Mohan A, Antoniac IV, Ciurea AV in Handbook of Bioceramics and Biocomposites Volume II, Iulian Vasile  Antoniac (Editor), Springer International Publishing Switzerland, 2016
2.   Unusual Presentation of Hydatidosis of the Central Nervous System, Ciurea AV, Moisa HA, Nica AN, in Hydatidosis of the Central Nervous System: Diagnosis and Tratment, Turgut M (coordonator), Springer-Verlag, Berlin, 2014
3.   Physiopathology of Intracranial Hypertension, Iencea SM, Ciurea AV in Essential Practice of Neurosurgery 2nd edition, Kalangu KKN, (coordonator principal) Kato Y, Dechambenoit G (coordonatori secundari), Access Publishing Co., Ltd, Japonia, 2013
4.   Traumatic Brain Injury in Children, Ciurea AV, Iencean SM, Sandu AM in Essential Practice of Neurosurgery 2nd edition Kalangu KKN, (coordonator principal) Kato Y, Dechambenoit G (coordonatori secundari), Access Publishing Co., Ltd, Japonia, 2013
5.   Physiopathology of Intracranial Hypertension, Iencea SM, Ciurea AV in Essential Practice of Neurosurgery 1st edition, Kalangu KKN, (coordonator principal) Kato Y, Dechambenoit G (coordonatori secundari), Access Publishing Co., Ltd, Japonia, 2009
6.   Traumatic Brain Injury in Children, Ciurea AV, Iencean SM, Sandu AM in Essential Practice of Neurosurgery 1st edition Kalangu KKN, (coordonator principal) Kato Y, Dechambenoit G (coordonatori secundari), Access Publishing Co., Ltd, Japonia, 2009
7.   Cranial traumas in children, Ciurea AV in Practical Handbook of Neurosurgery, Marc Sindou, Editura Springer Wien New York, 2009
8.   Postinfectious Hydrocephalus in Children, Ciurea AV, Coman TC, Mircea D in Pediatric Hydrocephalus, Cinalli G., Maixner WJ, Sainte-Rose C (coordonatori), Springer-Verlag Italy, Milano, 2004

## Cărți de literatură publicate în România[8]
1.   Prima Doamna a Neurochirurgiei:Dr.Sofia Ionescu,editia a  II-a, Ciurea AV, Andreea Anamaria Idu, Rodica-Maria Simionescu, Editura  Universitara „Carol Davila”, Septembrie 2020
2.   Prima Doamna a Neurochirurgiei:Dr.Sofia Ionescu, Ciurea AV, Andreea Anamaria Idu, Rodica-Maria Simionescu, Editura  Universitara „Carol Davila”, Aprilie 2020
3.   Calatorii in centrul gandirii partea a doua, Ciurea AV, Ed.  Minerva, Bucuresti, 2019
4.   Seriozitate si etica nu sunt optionale –  opinii aparute in Romania Libera, Ciurea  AV, Tipografia  Real, 2017
5.   Calatorii in centrul gandirii: consemnate de  Tudor Artenie – editia I, Ciurea  AV, Ed. Minerva, 2016
6.   Medicina pe muchie de cutit. Ciurea AV, Ed. Viata Medicala Romaneasca, Bucuresti, 2012.

## Cărți de literatură publicate în străinătate[8]
1.   Journey in the center of the mind – Life, health and happiness through the eyes of a world renowned neurosurgeon – Ciurea AV, Tudor Artenie, Universitas Press, 2019, Canada

## Invenții
- Brevet de invenție pentru „Drena Unitub”, (2005). [13]
- A aplicat pentru prima dată în România tehnica drenajului ventriculo-peritoneal unishunt – unitub (1985).

## Doctor Honoris Causa
- Universitatea Dunarea de Jos – Galati, 2001 [14]
- Universitatea de Stat de Medicina si Farmacie „Nicolae Testemitanu”– Republica Moldova, 2008
- Universitatea „Petre Andrei” – Iasi, 2010
- Universitatea din Oradea – Oradea, 2011 [15]
- Universitatea "Ovidius" - Constanta, 2017
- Universitatea din Pitesti - Pitesti, 2018
- Universitatea de Medicina si Farmacie "Victor Babes" din Timisoara - Timisoara, 2019
- Universitatea ''Lucian Blaga'' Sibiu - Sibiu 2022

## Premii și distincții[8]
- Brevet Ordinul „Nicolae Oblu” pentru contributia adusa la cresterea prestigiului Spitalului Clinic de Urgenta „Prof.dr.N.Oblu” Iasi, in cadrul comunitatilor stiintifice locale, nationale si internationale, acordat la Iasi, Romania, 4 noiembrie 2020.
- Steaua Romaniei in grad de Cavaler pentru a rasplati meritele si realizarile din cadrul neurochirurgiei Romane, acordata de Presedintele Romaniei Klaus Werner Iohannis, Bucuresti, Romania, 28 Noiembrie 2019 – numar 987/28.11.2019
- Diploma „Carol Davila” pentru remarcabila lucrare memoralistica „Prima Doamna a Neurochirurgiei Dr.Sofia Ionescu”, acordata in cadrul inceperii anului universitar 2020-2021 in cadrul Facultatii de Medicina si Farmacie „Carol Davila” Bucuresti, 1 Octombrie 2020.
- Medalia „Nicolae Oblu” pentru merite deosebite privind intreaga cariera si activitate medicala desfasurata si pentru contributia adusa la cresterea prestigiului Spitalului Clinic de Urgenta „Prof. Dr. Nicolae Oblu” Iasi, in cadrul comunitatilor stiintifice locale, nationale si internationale, acordat la Iasi, Romania, 30 octombrie 2019
- Premiu in semn de recunoastere si apreciere a inaltului profesionalism si a rezultatelor remarcabile obtinute in activitate acodat in cadrul 3rd Arab Pediatric & 8th Maghrebian Neurosurgery Joint Conference, Tanger, Maroc, iunie 2019
- Emblema de Onoare a Statului Major al Apararii acordata de catre Seful Statului Major al Apararii in semn de apreciere a sprijinului consistent si oportun, Bucuresti, Romania, iunie 2019
- Ordinul Militar de Romania in grad de Comandor acordata de catre Col (r) Ing.Adrian Constantin, 31 ianuarie 2019
- Premiul Arthur Kreindler oferit de Academia Oamenilor de Stiinta din Romania pentru cartea Discopatia vertebrala cervicala, Editura Universitatii din Pitesti 2017, 05 Aprilie 2019
- Distinctie de excelenta oferita de catre Universitatea „Apollonia” din Iasi pentru participarea la Congresul International „Pregatim viitorul, promovand excelenta, editia a XXIX- a” in calitate de Profesor asociat al Universitatii „Apollonia”, Iasi, 28.02.2019
- Ordinul Militar de Romania in grad de Comandor oferit de Presedintele Ordinului Militar de Romania Col. Dr. Ing. Adrian Constantin, Bucuresti, 31.01.2019
- Distinctia de Excelenta pentru Intreaga Cariera in cadrul Galei Aniversare „O tara, o suta de ani, mii de valori” „In semn de inalta apreciere a rezultatelor obtinute in cariera si a exemplului personal dat generatiilor actuale si viitoare” sub Auspiciile Familiei Regale a Romaniei, 7 Decembrie 2018
- Diploma de Excelenta  acordata de Institutul de Neurologie si Neurochirurgie cu ocazia a 60 de ani de activitate, istorie si perspectiva, Chisinau, Republica Moldova, 26 Octombrie 2018
- „Honorary President” acordat de Presedinte Prof. Dr. Ioan Stefan Florian - Euroacademia Multidisciplinara Neurotraumatologica, pentru numeroasele contributii in stiinta traumatologiei, Pecs, Ungaria, Mai 2018
- Biografia personala selectata si publicata integral in Editia Premium: „Dictionarul Personalitatilor din Romania. Biografii Contemporane”, 1 Decembrie 2017
- Diploma de Excelenta pentru Carte acordata de Asociatia Medicala Romana (AMR) pentru cartea „Neuroimagistica prin difuzie tensoriala”, 21 Aprilie 2017
- „Visiting Professorship Award” acordat de Prof. Dr. Takanori Fukushima si Prof. Dr. Hotetsu Shimamoto cu ocazia celui de-al V-lea Fukuoka International Neurosurgery Symposium, Fukuoka, Japonia, 1 Aprilie 2017
- Medalia „Publius Ovidius Naso” oferita de Universitatea „Ovidius” din Constanta, 20 martie 2017
- Diploma de excelenta oferita de Asociatia Nationala a Detectivilor din Romania in semn de recunoastere a intregii activitati medicale si stiintifice, 13 ianuarie 2017
- Medalia „Prof. Dr. Dan Setlacec”  din partea Societatii Romane de Chirurgie – acordata de Prof. Dr. Silviu Constantinoiu, Moinesti, Romania, 8 iulie 2016
- Premiul „Avicenna” acordat de Prof. Dr. Madjid Samii cu ocazia celui de-al 5-lea simpozion al Societatii Mondiale de Neurochirurgie (WFNS), Teheran 2016
- Diploma „In Honoris” oferita  de Dr. Raed Arafat cu ocazia celebrarii a 25 de ani de Serviciu Mobil de Urgenta, Resuscitare si Descarcerare (SMURD) pentru sprijinul acordat in dezvoltarea SMURD
- Membru de Onoare al Societatii Romane Impotriva Epilepsiei (SRIE), 20 Noiembrie 2015
- Medalia Euroacademiei Multidisciplinare Nueortraumatologice (EMN) cu ocazia celui de-al XX-lea congres, Zagreb, Iulie 2015
- Diploma de Excelenta acordata de Asociatia Medicala Romana (AMR) pentru lucrarea „The Advantages of Computed Tomography in Neurosurgery”, 18 aprilie 2015
- Premiul „Excelenta in Sanatate” acordat de Ministerul Sanatatii, 2015
- Medalie de Aur acordata de Universitatea de Vest “Vasile Goldis” din Arad 29 Aprilie .2015
- Medalia ACNS (Asian Congress of Neurological Surgeons), Astana, 2014
- Premiul de excelenta acordat de medic.ro pentru intreaga activitate desfasurata, 16 Decembrie 2014
- Trofeul „Pretuieste Viata” – Pentru intreaga cariera medicala pusa in slujba omului, Decembrie 2013
- Premiu de excelenta din partea British Medical Journal si Medica Academica pentru intreaga cariera, Decembrie 2013
- Membru de Onoare al Societatii Italiene de Neurochirurgie, 10-12 Octombrie 2013
- Diploma Neurovascon din partea Societatii Indiene de Neurochirurgie Vasculara, Mumbai, 2012
- Trofeul Gala Sanatatii  pentru inovatie in educatia medicala, 2011
- Diploma de Excelenta pentru eforturi depuse spre binele pacientilor acordata de Asociatia Nationala pentru Protectia Pacientilor 2011
- Diploma  Sanabuna pentru  inovatie in  promovarea  unui stil  de  viata sanatos, Octombrie 2011.
- Emblema de Onoare a Medicinei Militare pentru intreaga activitate si rezultate exceptionale, Bucuresti, 2011
- Diploma   de  onoare   a  Societatea  Internationala   pentru Neuroprotectie si Neuroplasticitate (SSNN) – Cracovia, 2011
- Premiu de excelenta din partea Societatii Iordaniene de Neurochirurgie, 2011
- Membru de Onoare al Societatii Bulgare de Neurochirurgie, Sofia, 2011
- Certificat   de  apreciere   din   partea  Academiei   Multidisciplinare   de Neurotraumatologie (AMN), 2010
- Diploma de Excelenta  din  partea Asociatiei  Medicale  Romane (AMN) pentru imbunatatirea unui abord chirurgical clasic, 2009
- Diploma de onoare al Societatii Mondiale de Neurochirurgie (WFNS), Boston, Septembrie 2009
- Premiu  de Excelenta  din  partea Asociatiei  Medicale  Romane (AMN), 2008
- Medalia Universitatii de Medicina si Farmacie “Carol Davila” cu ocazia 150 de aniversare, 2008
- Invitat la Curtea Regelui Abdulah II, Regele Iordaniei – Septembrie 2008
- Premiul Comitetului de Educatie al Societatii Mondiale de Neurochirurgie (WFNS), 2008
- Membru   de  Onoare   al   Academiei  Braziliene   de   Neurochirurgie, 07 Iulie 2007
- Diploma „Zece pentru Romania” pentru cel mai bun chirurg al anului 2007
- Certificat de apreciere din partea Societatii Koreene de Neurochirurgie, 2006 si 2007
- Presedinte de Onoare al Societatii Romane de Neurochirurgie (SRN), 2006
- Certificat de apreciere din partea Universitatii Harvard, 2005
- Medalia „Stvdiorvm Universitas Messanae” din partea Universitatii de Medicina Messina, 2005
- Premiul pentru intreaga activitate neurochirurgicala din partea Universitatii Ovidius, Constanta, 2005
- Creatorul Centrului National de Excelenta in Neurochirurgie, Bucuresti (prin credit guvernamental), 2005
- Placheta aniversara „Acad. Prof. Dr. Constantin Arseni” cu ocazia implinirii a 30 de ani de la fondarea Clinicii 1 de Neurochirurgie Bucuresti pentru intreaga activitate profesionala, 2005
- Medalia „Meritul pentru invatamant" clasa II, acordata de Președintele Romaniei, Ion Iliescu prin decretul 1097 din M. Of. Nr. 1181 din 13 Decembrie 2004
- Medalia „Meritul Sanitar" Acordata de Președintele Romaniei, Ion Iliescu prin decretul 1090 din M. Of. Nr. 1179 din 13 Decembrie 2004
- Ordinul National „Serviciul Credincios" In grad de Comandor, Acordat de Președintele României, Emil Constantinescu in anul 2000 „Pentru Apărarea Sanatatii Publice". Decretulnr.558 din M. Of. Nr. 669 din 16 Decembrie 2000
- Premiu de excelenta din partea Societatii Turce de Neurochirurgie pentru intreaga activitate neurochirurgicala, 1999
- Membru Titular of „The New York Academy of Sciences” - 1995
- International cultural diploma of honor - The American Biographical Institute 1995
- MEMBRU TITULAR of Romanian Pediatric Surgical Society & Ortopaedics - 1993
- Premiul European Society of Pediatric Neurosurgery (ESPN) acordat in cadrul celui de-al XIII-lea Congres pentru lucrarea „Our policy in myelomeningoceles", Berlin, 1992
- Premiul Academiei Republicii Socialiste Romane pentru monografia „Patologia neurochirurgicala infantila", Editura Academiei RSR, Bucuresti, 1981
- Titlu de Doctor Honoris Causa oferit de Senatul Universității „Petre Andrei” din Iași (24 noiembrie 2010). [16]

## Contribuții științifice deosebite
- Anatomia Ascunsa din Opera lui Michelangelo, Certificat de Inovatie inregistrat la OSIM, 2011
- Tratat de Neurochirurgie Vol. 1 si Vol. 2, Coordonator Ciurea AV. Editura Medicala București, 2010 si 2011
- Vice-Presedinte WFNS (Federatia Mondiala a Societatilor de Neurochirurgie), Marakesh, Maroc, 2005[17]
- Drena Unitub - Brevet inregistrat la OSIM cu nr. 00994 / 2005[18]
- Tehnici de generare si mentinere a culturilor celulare primare din tumori cerebrale in colaborare cu Laboratorul de Substraturi Celulare - Institutul Cantacuzino, Romania, 2005
- Tehnici de terapie genica aplicata in culturi celulare de tumori cerebrale (transfectie virala in colaborare cu Universitatea din Virginia, Departamentul de Neurochirurgie, Laboratorul de neurochirurgie Moleculara, Charlottesville, Virginia, SUA), 2005
- Coordonarea constructiei a Centrului de Excelenta in Neurochirurgie (Sub egida Ministerului Sanatatii) – deschidere 2005[6]
- Constructia primei Banci de Țesuturi Tumorale din Estul Europei (La Spitalul Bagdasar-Arseni), 2004 [19]
- Fondator Academia Multidisciplinara Neurotraumatologica, Phoenix Arizona, 2004
- Tehnici de Microchirurgie - Proiect de cercetare științifică asupra fenomenului de regenerare nervoasa dupa grefarea nervilor periferici - In colaborare cu departamentul de Microchirurgie, Universitatea La Sapienza si Centrul ENEA, Roma, 2001
- Aplicarea in Premiera in Romania a tehnicii Drenajului Ventriculo-Peritoneal, 1995
- Introducerea curenta a operatiilor neurochirurgicale cu microscopul operator din 1988 pentru toate afectiunile intracraniene din sfera neurochirurgicala - cu scaderea mortalitatii operatorii sub 1.8% (Spitalul Bagdasar- Arseni)
- Premiul Academiei Republicii Socialiste Romane pentru lucrarea “Patologia neurochirurgicala infantile”, Editura Academiei, Bucuresti, 1981

## Afilieri
- Vicepreședinte al Federației Internaționale a Neurochirurgilor (WFNS) (2004). [20]
- Membru fondator și vicepreședinte al Academiei Multidisciplinare de Neurotraumatologie (AMN) din Arizona, SUA, (2004).
- Președinte Onorific al Societății Române de Neurochirurgie (2006). [21]
- Membru Titular al Academiei Oamenilor de Știință din România (2007).
- Membru internațional al Academiei de Neurochirurgie din Brazilia (2007). [22]
- Vicepresedinte al Asociatiei Medicale Romane (AMR) (din anul 2009).
- Presedinte Onorific din anul 2018 al Euroacademia Multidisciplinaria Neurotraumatologica (EMN).
- Membru de Onoare al Academiei Române (din 2022).[9]

## Cetățean de onoare
- Brasov (Romania), iulie 2006 [23]
- Aalborg (Danemarca), 2001 (Cheia Orasului Aalborg si Medalia Statues of Christians, 4th Guild) [14]